# Bursellia glabra
Bursellia glabra là một loài nhện trong họ Linyphiidae.
Loài này thuộc chi Bursellia. Bursellia glabra được Herman Theodor Holm miêu tả năm 1962.